# Subgénero Ortgiesia
Ortgiesia es un subgénero del género Aechmea perteneciente a la familia de las bromeliáceas.

## Especies
- Aechmea alegrensis W. Weber
- Aechmea apocalyptica Reitz
- Aechmea bicolor L.B. Smith
- Aechmea blumenavii Reitz
- Aechmea burle-marxii E. Pereira
- Aechmea calyculata (E. Morren) Baker
- Aechmea candida E. Morren ex Baker
- Aechmea caudata Lindman
- Aechmea coelestis (K. Koch) E. Morren
- Aechmea comata (Gaudichaud) Baker
- Aechmea cylindrata Lindman
- Aechmea gamosepala Wittmack
- Aechmea gracilis Lindman
- Aechmea guaratubensis E. Pereira
- Aechmea kertesziae Reitz
- Aechmea leonard-kentiana H. Luther & Leme
- Aechmea lymanii W. Weber
- Aechmea organensis Wawra
- Aechmea pimenti-velosoi Reitz
- Aechmea recurvata (Klotzsch) L.B. Smith
- Aechmea seideliana W. Weber
- Aechmea winkleri Reitz